# アラム語訳聖書

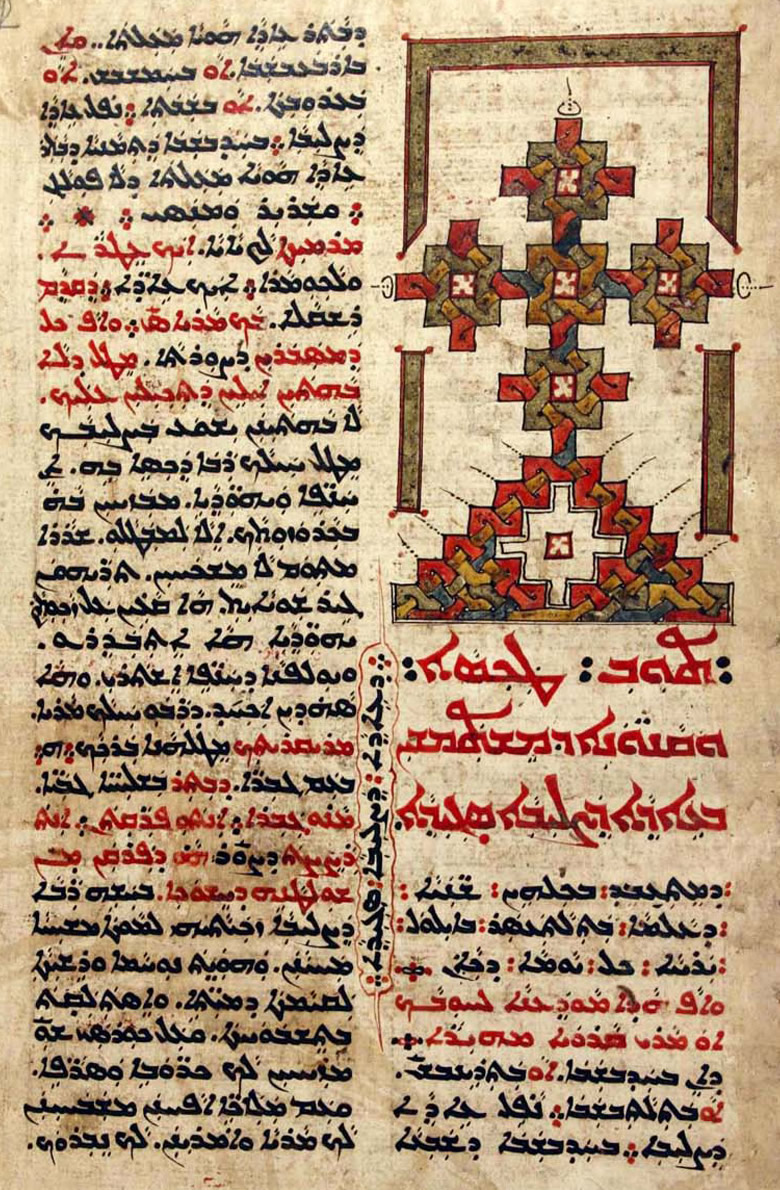
新約聖書の聖書日課（ペシタ訳）

アラム語訳聖書（アラムごやくせいしょ）では、キリスト教聖書のアラム語およびシリア語（ペシタ訳）への翻訳を扱う。
アラム語はアフロ・アジア語族セム語派に属する言語で、今日のシリアを中心としてその周辺に住むアラム人が使っていた。その地域のリンガ・フランカとして機能していたが（イエスが通常使った言葉はアラム語であったという）、その後アラビア語に押されて衰退した。書き言葉はアラム文字であり、これは古ヘブライ文字からの代替で、アラム文字からヘブライ文字が生まれた。

## ユダヤ教徒のアラム語訳
アラム語への訳はユダヤ教主流派の礼拝や学びに重要な役割をした。こうした訳はタルグム（Targum）と呼ばれて、ヘブライ語聖書を口承で伝えた時代、モーセ五書をヘブライ語で読み上げる際に各節ごとにタルグムが挿入されたもので、この伝統は現在でもイエメン・ユダヤ人により行われている。
タルグムはまた、ユダヤ人の聖書釈義に重要な役割を果たして、中世での聖書釈義、特に中世フランスのトーラー学者ラシに大きな影響を与えた。タルムードでトーラーをアラム語に訳す人たちはオンケロスの著作を参考にしている、とスペインのユダヤ教ラビ・哲学者モーシェ・ベン＝マイモーン（1135 - 1204年）が書いている。

## キリスト教徒のアラム語訳
アラム語から派生したシリア語には、東シリア語と西シリア語がある。東シリア語訳聖書は『ペシタ訳聖書』で、典礼に東シリア語を使う アッシリア東方教会（ネストリウス派）、カルデア典礼カトリック教会（東方典礼カトリック）などで、標準聖書である。シリア語訳の歴史は古く、ディアテッサロン（Diatessaron、紀元後1世紀）、ペシタ訳（紀元後2世紀）から始まって、ごく最近の聖書協会世界連盟の『新約聖書』などがある。
2009年に、トゥロヨ語（西シリア語）への最初の改訂がラテン文字を使って行われた。この改訂は「Sihto du Kthovo Qadisho Suryoyo委員会」により行われたもので、全世界に散っているアラム語を使う人々へ福音を伝える目的である。なお、西シリア語を典礼に使うのはシリア正教会（非カルケドン派）、マロン典礼カトリック教会（東方典礼カトリック）などである。

## 関連記事
- アラム語
- シリア語
- イエメン・ユダヤ人の宗教的伝統 (Yemenite Jews' religious traditions)
- 言語別聖書の一覧